# Février 1882

## Événements
- Départ de Nouvelle-Zélande du voilier Dunedin vers Londres avec une cargaison de viande.
  - Des chambres froides équipent les vapeurs transocéaniques ; Désormais, les moutons de Nouvelle-Zélande seront élevés aussi pour la viande.

- 11 et 12 février : livraison des deux premières lignes de chemin de fer de La Réunion.

## Naissances
- Février : Abd Allah ibn Hussein, roi de Jordanie (1949-1951).

- 1er février : Louis St-Laurent, Premier ministre du Canada.
- 2 février : James Joyce, écrivain irlandais.
- 4 février : E. J. Pratt, poète.
- 25 février : Roméo Beaudry, producteur et auteur.

## Décès
- 26 février : Marie Ferré.